# Kolonia Rybacka (Węgorzewo)
Kolonia Rybacka ist ein Ort in der polnischen Woiwodschaft Ermland-Masuren, der zur Stadt- und Landgemeinde Węgorzewo (deutsch Angerburg) im Powiat Węgorzewski (Kreis Angerburg) gehört.

## Geographie
Die Siedlung Kolonia Rybacka liegt am Nordostufer des Schwenzaitsees  (polnisch Jezioro Święcajti) im Nordosten der Woiwodschaft Ermland-Masuren, vier Kilometer südöstlich der Kreisstadt Węgorzewo (Angerburg). 
Durch den Ort verläuft die polnische Landesstraße DK 63 (ehemalige deutsche Reichsstraße 131), die von der Grenze zu Russland über Węgorzewo, Giżycko (Lötzen), Pisz (Johannisburg) und auch Łomza bis zur Grenze nach Belarus führt. Eine Bahnanbindung besteht nicht mehr, seit die nahegelegene Kreisstadt von Bahnverkehr abgekoppelt ist.

## Geschichte
Kolonia Rybacka scheint erst nach 1945 gegründet worden zu sein, ein einstiger deutscher Name ist nicht nachzuweisen.
Kolonia Rybacka ist heute eine Ortschaft im Verbund der Stadt- und Landgemeinde Węgorzewo im Powiat Węgorzewski, vor 1998 der Woiwodschaft Suwałki, seither der Woiwodschaft Ermland-Masuren zugehörig.

## Religionen
Kirchlich ist der Ort in die katholische Kirche St. Peter und Paul in Węgorzewo im Dekanat Węgorzewo im Bistum Ełk (Lyck) der Römisch-katholischen Kirche in Polen eingepfarrt, außerdem der evangelischen Kirchengemeinde in Węgorzewo, einer Tochtergemeinde der Pfarrei in Giżycko (Lötzen) in der Diözese Masuren der Evangelisch-Augsburgischen Kirche in Polen zugeordnet.